# Ларин, Иван Емельянович
Иван Емельянович Ларин (5 [17] февраля 1890, деревня Ванино Рязанской губернии — 1980) — один из организаторов установления Советской власти на Камчатке, председатель первых Советов на Камчатке — Петропавловского городского Совета рабочих и солдатских депутатов (1917—1918) и Камчатского областного Совета рабочих, солдатских и крестьянских депутатов (март — июль 1918 года); председатель Камчатского облисполкома, облнарревкома (1920—1922).

## Биография
В 1906 окончил ремесленное училище в посёлке Сапожок Рязанской губернии.
С 1908 года жил на Камчатке, работал техником-строителем. В 1916—1917 годах служил в армии.
С 10 декабря 1917 по март 1918 — председатель Петропавловского городского Совета рабочих и солдатских депутатов, а также председатель его исполнительного комитета (Петропавловского горисполкома).
С марта по июль 1918 года — председатель Камчатского областного Совета рабочих, солдатских и крестьянских депутатов.
В 1920—1922 — председатель Камчатского облисполкома, облнарревкома.
С 1923 по 1931 — заместитель председателя Камчатского губревкома (окрревкома, окрисполкома), одновременно с мая 1926 по 1929 (с перерывом в 1927 году) — председатель Петропавловского городского Совета и председатель Петропавловск-Камчатского горисполкома.
С 1925 года состоял в кружке по изучению Камчатки при партклубе, который 8 октября 1926 года был переименован в Камчатское краеведческое общество. В сентябре 1927 года участвовал во Всесоюзной краеведческой конференции в Москве делегатом от Камчатского округа.
После выезда в 1931 году с Камчатки учился во Всесоюзной плановой академии, работал в Карелии, в Коми АССР, Красноярском заповеднике. Последние годы жил в Подмосковье.

## Память
Именем И. Е. Ларина названа улица в Петропавловске-Камчатском.